# Становое (Липецкая область)
Станово́е — село, административный центр Становлянского сельсовета и Становлянского района Липецкой области России.

## География
Расположено на железнодорожной линии Ефремов — Елец (станция Становая).

## История
Как деревня известно с 1620 года. По данным 1778 года — село, насчитывавшее 44 двора.
Ранее село называлось Пло́ским (по ровной, плоской местности).
Решение о строительстве районного центра поднималось в начале 1960-х годов. Необходимо было перенести из центра села кладбище. Генпланом занимался архитектор В. М. Попов. Он разместил в Плоском 2-этажные дома, райисполком, гостиницу, военкомат, универмаг, спорткомплекс в парке на берегу созданного каскада прудов. Их, кстати до сих пор зовут «рублёвскими», по имени тогдашнего руководителя района. Центральная улица должна была превратиться в бульвар, однако этого не произошло: сегодня в её центре лишь цветочные клумбы.

В июне 1984 года в состав села Плоского вошли деревня Становая и пристанционный посёлок Становая. В октябре 1984 года населённый пункт переименован в село Становое.
В 1995 году в селе был открыт клуб музейного типа, который стал культурным центром района.

## Население
| 1939  | 1959  | 1970  | 1979  | 1989  | 2002  | 2010  |
| ----- | ----- | ----- | ----- | ----- | ----- | ----- |
| 1855  | ↘1590 | ↗2011 | ↗2575 | ↗4966 | ↗5258 | ↘5252 |
| 2021  |       |       |       |       |       |       |
| ↘5046 |       |       |       |       |       |       |